# Septima Poinsette Clark
Septima Poinsette Clark (* 3. Mai 1898 in Charleston; † 15. Dezember 1987 auf Johns Island) war eine US-amerikanische Bürgerrechtlerin.

## Leben
Septima Poinsette war die Tochter des ehemaligen Sklaven Peter Porcher Poinsette und dessen Frau Victoria Warren Anderson, die als Freie in Haiti aufgewachsen war. Sie heiratete 1920 Nerie Clark, mit dem sie einen Sohn hatte. Eine Tochter starb schon im Kindesalter. Ihr Mann verstarb bereits 1925.
Nach Ende ihrer Schullaufbahn 1916 arbeitete Clark als Lehrerin. Ihre erste Stelle fand sie auf Johns Island. Die Lebensbedingungen auf der Insel waren katastrophal; die Kindersterblichkeit war hoch und Malaria griff um sich. Auch die Bedingungen an der Schule für schwarze Kinder, an der Clark unterrichtete, waren dürftig. Das Schulgebäude war aus Holz und Lehm und hatte keine Fenster; auf 132 Kinder kamen nur zwei Lehrer, die im Vergleich zu ihren weißen Kollegen klar unterbezahlt wurden. Um diese Zeit wurde sie erstmal gesellschaftlich aktiv und trat der National Association for the Advancement of Colored People (NAACP) bei. Auf Johns Island begann sie auch, im Bereich der Erwachsenenbildung gegen den weit verbreiteten Analphabetismus zu wirken. Zwischen 1919 und 1921 war sie am Avery Normal Institute in Charleston angestellt. Nach dem Tod ihres Mannes 1925 zog sie zunächst einige Jahre umher, bis sie sich 1929 in Columbia ansiedelte. Ihren Sohn, den sie wirtschaftlich als alleinerziehende Mutter nicht versorgen konnte, schickte sie 1935 zu seinen Großeltern väterlicherseits. Daraufhin studierte sie und erhielt 1942 einen Bachelor of Arts vom Benedict College und 1945 oder 1946 einen Master of Arts vom Hampton Institute. Nebenher arbeitete sie weiterhin als Lehrerin. Während ihres Studiums besuchte sie an der Atlanta University einige Vorlesungen W. E. B. Du Bois’, dessen Kritik der rassistischen Ordnung der amerikanischen Gesellschaft ihr weiteres Wirken für die Bürgerrechtsbewegung maßgeblich beeinflussen sollten. Sie setzte ihre Arbeit für die NAACP fort und war an ihrer Kampagne für die Gleichbezahlung schwarzer Lehrer beteiligt.
Clark wurde 1956 für ihre Mitgliedschaft in der NAACP von der Schulverwaltung entlassen; ihre Pension wurde ihr gestrichen. Von da an widmete sich Clark der Bürgerrechtsbewegung und wurde Mitarbeiterin an Myles Hortons Highlander Folk School, an der sie zuvor schon Workshops angeboten und besucht hatte. Clark wurde zunächst director of workshops und später director of education der Schule. Auf ihren vielen Reisen durch die Südstaaten ermöglichte sie mit ihrem Unterricht vielen Afroamerikanern die Beteiligung an der Politik, indem sie ihnen das Lesen, Schreiben und das Eintragen im Wahlregister beibrachte. Bei verschiedenen Workshops für Aktivisten zeigte sie Methoden auf, effektiv für Soziale Gerechtigkeit vorzugehen. Einer ihrer Schüler war Rosa Parks, die die dort gelernten Methoden kurze Zeit später nutzte und den Startschuss für den Busboykott von Montgomery gab. Clarks Arbeit wurde zum Modell für viele weitere citizenship schools und stärkte die Graswurzeln der Bürgerrechtsbewegung. Ihrer Meinung zufolge waren ebendiese essentiell für das Weiterkommen der Bewegung. 1961 wurde sie für die Southern Christian Leadership Conference (SCLC) als director of education and teaching aktiv. Als Befürworterin der Frauenbewegung äußerte sie auch mehrfach Kritik an der vorwiegend männlichen Führung der Bürgerrechtsbewegung. Diese verhielt sich oft herabwürdigend gegenüber ihr als Frau. Ab 1970 arbeitete Clark für den American Field Service. 1975 wurde sie in den Schulaufsichtsrat von Charleston gewählt.
Clark wurde für ihr Engagement für die Bürgerrechtsbewegung mehrfach ausgezeichnet. 1978 wurde ihr die Ehrendoktorwürde des College of Charleston verliehen. Ein Jahr später ehrte sie der Präsident Jimmy Carter mit dem Living Legacy Award. 1982 erhielt sie mit dem Order of the Palmetto die höchste zivile Auszeichnung South Carolinas.
Sie verstarb 1987 auf Johns Island. Für ihre Rolle bei der Organisation der citizenship schools gilt Clark als die „Königinmutter der Bürgerrechtsbewegung“ (englisch Queen Mother of the Civil Rights Movement).

## Schriften
- Echo in My Soul. E. P. Dutton, New York 1962
- Citizenship and Gospel. In: Journal of Black Studies, Band 90 (1980), S. 461–466
- Ready from Within: Septima Clark and the Civil Rights Movement. Wild Trees Press, Navarro 1986